# زيفير (عربة جوالة)

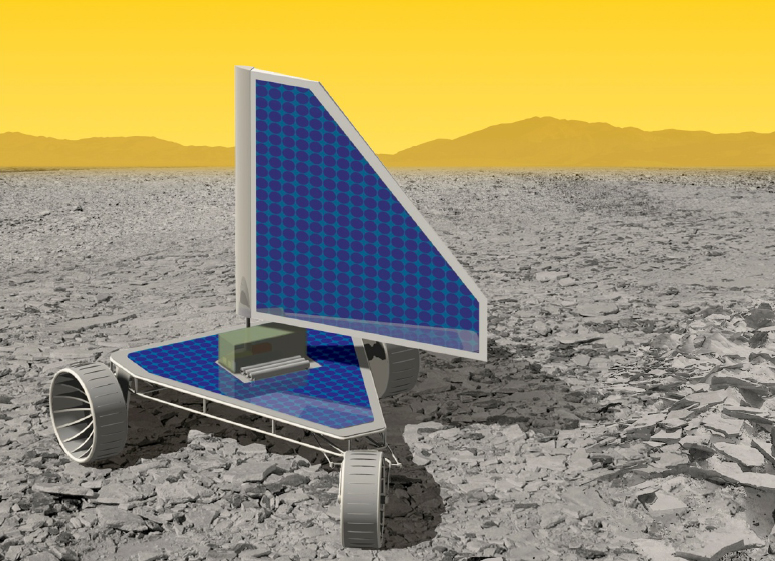

زيفير (بالإنجليزية: Zephyr)، وهي تصور لمركبة جوالة روبوتية على كوكب الزهرة لمهمة تعرف باسم مركبة الإبحار البري الجوالة على الزهرة. يتضمن التصور الخاص بالمهمة وضع المركبة الجوالة على سطح كوكب الزهرة، على أن تحصل على قوة دفعها من قوة الرياح. ستُطَلق المركبة الجوالة مع مركبة أخرى مدارية حول كوكب الزهرة على متن نفس الصاروخ، وستقوم هذه المركبة المدارية بمهام ترحيل الاتصالات ودراسات الغلاف الجوي للكوكب عن بُعد.
ستُصمَّم المركبة الجوالة للعمل على سطح كوكب الزهرة لمدة 50 يومًا أرضيًا، وستتنقل عبر السهول الرملية المغطاة بالحرارة وسحب حمض الكبريتيك الكثيفة تحت ضغط جوي شديد الارتفاع. يمكن أن تتحرك المركبة في أي اتجاه، بصرف النظر عن اتجاه الرياح. ستتحرك زيفير لمدة تصل إلى 15 دقيقةً يوميًا حتى تصل إلى هدفها التالي، حيث ستتوقف من خلال استخدام مجموعة من المكابح، بالإضافة إلى تجنيب الجناح الشراعي، بينما تقوم بأنشطتها العلمية. ستحمل المركبة الجوالة حمولةً علمية بكتلة 23 كيلوغرامًا، بما يشمل ذراعًا آليًا. تهدف البنية الشاملة للمهمة إلى تحقيق إمكانية التحكم بالمركبة الروبوتية عن بُعد، مع تأخير لمدة أربع دقائق في الاتصالات اللاسلكية بالمركبة.
سيكون جيفري إيه. لانديس الباحث الرئيسي للمهمة، وهو يعمل بمركز غلين للأبحاث التابع لوكالة ناسا، والموجود بمدينة كليفلاند في ولاية أوهايو. يعتزم لانديس أن يقترح المهمة إلى برنامج ديسكفري الخاص بوكالة ناسا، عندما تكون أغلب المعدات الرئيسية متاحةً ومُختبَرةً؛ للمنافسة على التمويل اللازم للمهمة على أن يكون الإطلاق في عام 2039.

## نظرة عامة على المركبة الجوالة
منذ عام 2012، كان العالم جيفري إيه. لانديس يعمل على تصميم تصوري لمهمة خاصة بمركبة جوالة على سطح كوكب الزهرة تحصل على قوة دفعها باستخدام جناح شراعي صلب، مستوحى من مركبات الإبحار البري. تضم المركبة جزأين متحركين فقط: الشراع، وعجلات التوجيه الأمامية. سُميت هذه المهمة المقترحة باسم مركبة الإبحار البري الجوالة على الزهرة، وسُميت المركبة الجوالة باسم زيفير، نسبةً إلى إله الرياح الغربية الإغريقي «زيفيروس».
وللتبسيط، يعتبر الجناح الشراعي للمركبة صلبًا للغاية، كجناح رأسي مزود بخلايا شمسية على سطحه. وبالرغم من الحاجة إلى بعض التطورات التقنية حتى تصل الإلكترونيات التي تعمل في حرارة مرتفعة إلى جاهزية التشغيل، أظهرت الدراسة أن تصور هذه المركبة المتنقلة قابل للتنفيذ، ولا توجد أي صعوبات كبرى أمام هذا التصور.
خُطط أن يصل العمر التشغيلي لتصميم هذه المركبة الجوالة إلى 50 يومًا. عملت جميع مركبات الهبوط السابقة على كوكب الزهرة، بالإضافة إلى مسابير دراسة الغلاف الجوي، لمدة وصلت إلى بضع ساعات فقط على الأكثر؛ نظرًا للظروف البيئية القاسية على سطح هذا الكوكب، ولذلك، يخطط فريق مركز غلين للأبحاث أن يستخدم مواد وإلكترونيات مطورةً لتحمل الضغط الجوي المرتفع، والغلاف الجوي الأكَّال، والحرارة، بالإضافة أيضًا إلى العمل بأقل كمية ممكنة من الطاقة الشمسية، دون نظام تبريد، ما يقلل من كتلة الهبوط بشكل كبير. تصل درجة حرارة السطح هناك إلى 740 درجة كلفن (467 درجةً مئويةً)، ويصل الضغط الجوي إلى 93 بار (9.3 ميغا باسكال)، وهو تقريبًا نفس قيمة الضغط على عمق 900 متر تحت سطح البحر على كوكب الأرض. ولأغراض دفع المركبة، افترض العلماء أن سرعات الرياح عند سطح الكوكب تبدأ من 0.4 متر لكل ثانية وتصل إلى 1.3 متر لكل ثانية. ستبحر زيفير بريًا لمدة 15 دقيقةً يوميًا لتصل إلى هدفها التالي. يظهر سطح كوكب الزهرة، من الصور التي حصلت عليها مسابير فينيرا الروسية، محتويًا على مساحات مسطحة، وتضاريس ممتدة إلى الأفق، مع صخور صغيرة بمقاييس تصل إلى عدة سنتيمترات فقط عند مواقعها، ما يجعل من الإبحار البري أمرًا ممكنًا. يصل ارتفاع أكبر المناطق المتوقعة غير المنتظمة من السطح إلى عشرة سنتيمترات تقريبًا. تستخدم المركبة ثلاث عجلات معدنية ذات نتوءات، ويصل قطر كل عجلة إلى متر واحد، بينما يصل عرضها إلى 22.9 سنتيمتر.
يسمح التمويل القادم من برنامج معهد ناسا للتصورات المتقدمة (NIAC) بإجراء الأبحاث العلمية لتطوير أنظمة «الزهرة المُقساة». وبالفعل، ابتكر تقنيو مركز غلين مستشعرات قابلةً للعمل داخل المحركات النفاثة. ويمكن أن تعمل هذه الإلكترونيات تحت ظروف الحرارة الخانقة لكوكب الزهرة، والتي تصل إلى 450 درجةً مئويةً. يمكن أن توفر ناسا أيضًا بعضًا من هذه المعدات لمهمة «فينيرا دي» الروسية المستقبلية إلى كوكب الزهرة من خلال تجهيز محطة سطحية تجريبية طويلة العمر (24 ساعةً)، على أن تكون مُثبتةً على متن مركبة الهبوط الروسية.
وفي عام 2017، كان عمل لانديس موضوعًا لكتاب باسم مركبة الإبحار البري الجوالة على الزهرة مع المخترع جيفري لانديس بوكالة ناسا، ونُشر هذا الكتاب من خلال موسوعة وورلد بوك للنشر.